# Dongxin, Tianjin
Dongxin (kinesiska: 东新, 东新街道) är ett stadsdelsdistrikt i Kina. Det ligger i storstadsområdet Tianjin, i den norra delen av landet, nära eller i stadens centrum. Antalet invånare är 90 809. Befolkningen består av 44 811 kvinnor och 45 998 män. Barn under 15 år utgör 6,0 %, vuxna 15-64 år 78 %, och äldre över 65 år 14,0 %.